# Amber (potvis)

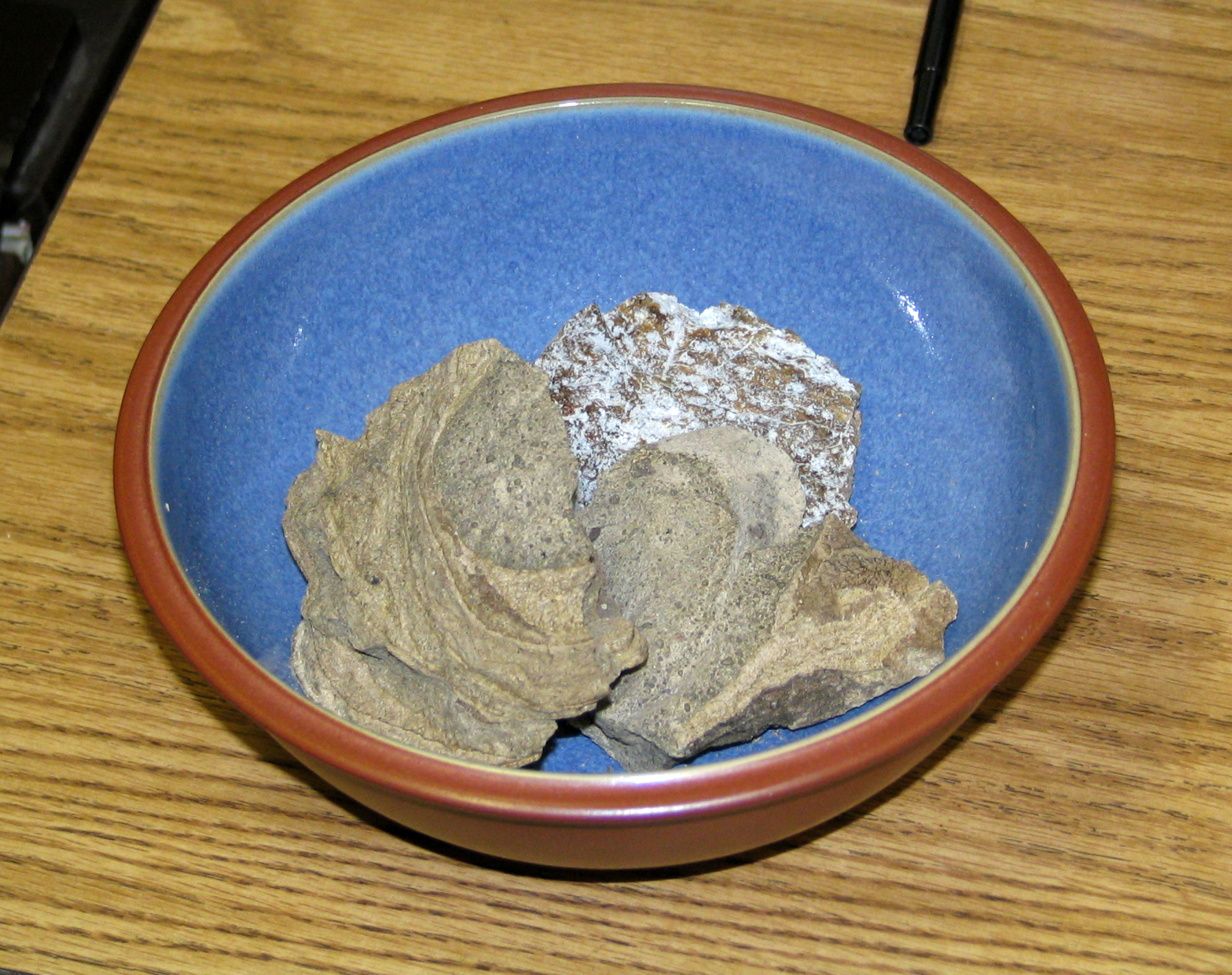
Schaaltje met amber

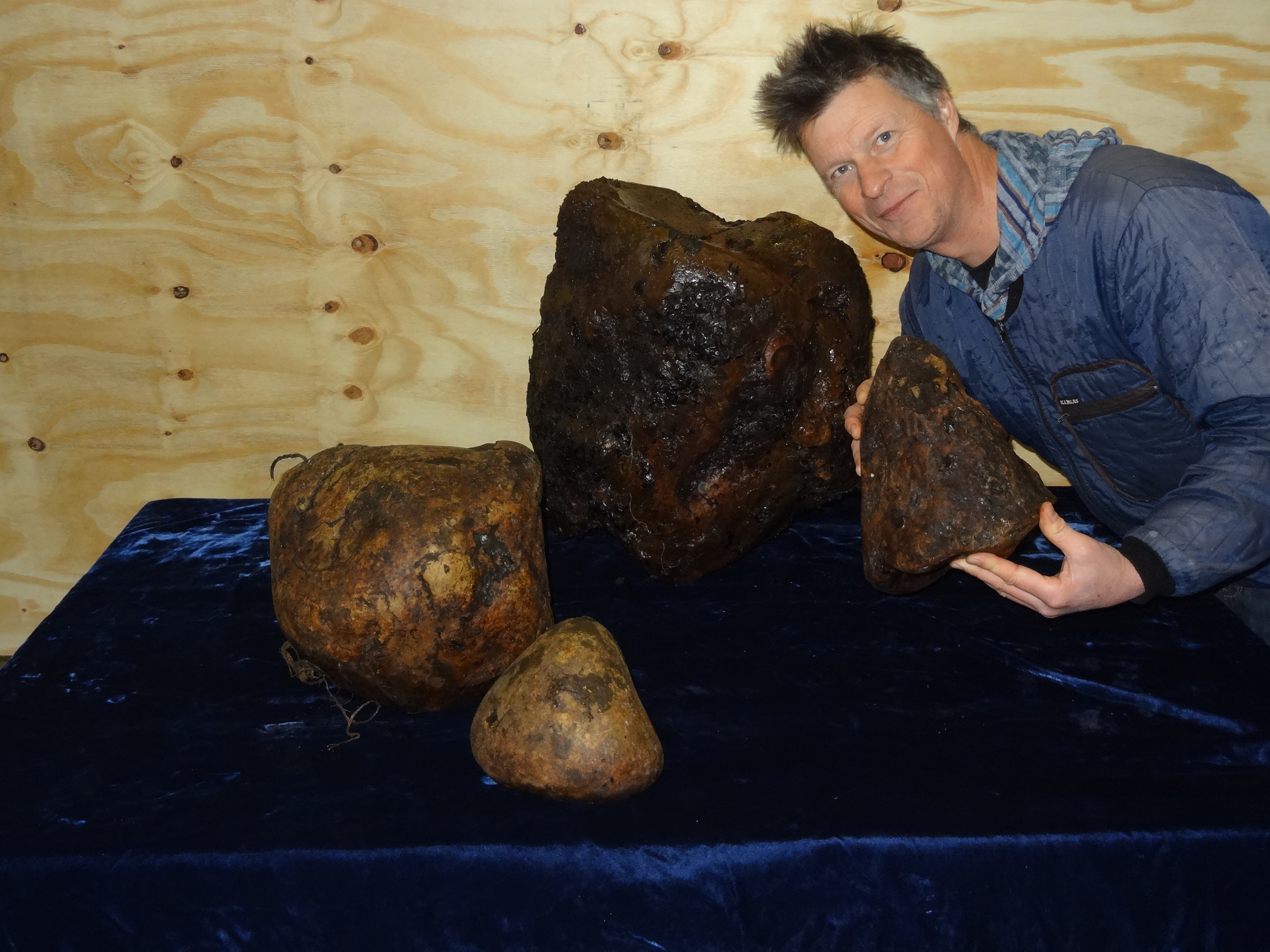
Uitzonderlijk grote brokken amber uit de Noordzee

Amber, ook wel ambergrijs of ambergris, is een overwegend grijskleurig, hard wasachtig product uit het darmstelsel van potvissen. Het woord is afgeleid van het Arabische anbar (عنبر).
Een theorie is dat amber wordt gevormd uit de verteerde rugschilden van inktvissen, het hoofdvoedsel van potvissen. Omdat soms delen van de harde, snavelachtige bek van inktvissen in amberklompen worden gevonden, is een verklaring dat amber wordt gevormd om deze harde onverteerbare delen makkelijker het darmstelsel van de potvis te laten passeren. Ambergris spoelt aan op stranden en drijft soms in klompen tot 45 kg op zee rond, en wordt dan weleens door vissers opgepikt. Daarnaast wordt bij het slachten van potvissen de eventueel aanwezige amber gewonnen.
De grootste klomp ooit gevonden, woog 455 kg en werd in 1914 in Londen verkocht voor 23.000 pond, wat in april 2013 (gezien de inflatie) ongeveer 1,6 miljoen pond zou zijn.
Ambergris wordt gebruikt als geurstof bij de productie van parfum. Door de hoge prijs en de onzekere aanvoer en kwaliteit wordt het weinig gebruikt. Om de geur van ambergris na te bootsen zijn er diverse synthetische geurstoffen ontwikkeld, zoals Grisalva, Ambreine en Ambroxan.
Als plantaardig alternatief kan de geurstof labdanum worden gebruikt, de hars van de cistusroos (Cistus ladanifer), deze komt in bepaalde geuraspecten overeen. Ook ambrettezaad en engelwortelextracten worden hiervoor gebruikt.

## Benamingen
De naam ambergris betekent: grijze amber. Er zijn namelijk andere stoffen die (ten onrechte) ook amber worden genoemd:
- Spermaceti (een ander kostbaar product van de potvis), wordt soms witte amber genoemd
- Barnsteen (een plantaardig product, dat evenals de echte amber voornamelijk aangespoeld op stranden wordt aangetroffen), wordt soms gele amber genoemd.

Het woord amber voor barnsteen bestaat sinds de 16e eeuw en staat in de Van Dale als gangbaar synoniem. In het Engels is amber het gewone woord voor barnsteen en het komt dan ook veel voor in vertalingen uit het Engels.